# Liberté frisonne
 (juin 2015).

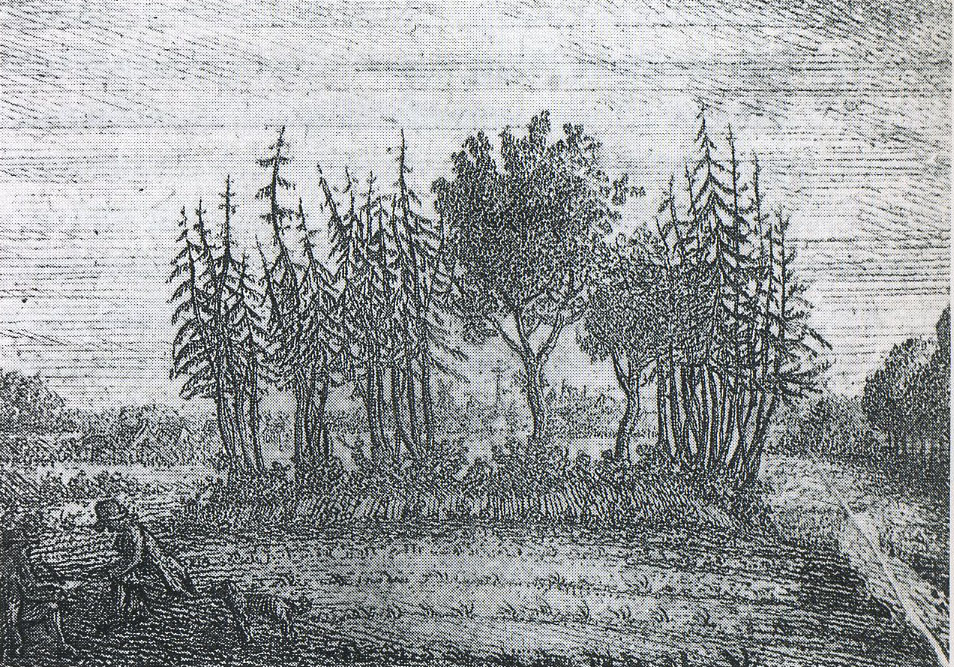
Vue de l'Upstalsboom (l'arbre du parc en néerlandais) en 1790, où s'étaient réunies les assemblées (thing) frisonnes.

On appelle Liberté frisonne ou Liberté des Frisons (en frison oriental : Fryske frijheid ; en néerlandais : Friese Vrijheid) le régime politique existant du XIIe au XVe siècle dans les régions de peuplement frison du Saint-Empire romain germanique (actuelles provinces de Hollande-Septentrionale, de Frise et de Groningue aux Pays-Bas et région de Frise orientale en Allemagne). 
Ce régime, qui se caractérise par l’absence de la féodalité et du servage, est alors exceptionnel en Europe occidentale. 
Durant la période de « Liberté frisonne », la contrée n’avait ni seigneur féodal, ni souverain propriétaire et administrateur du pays. La Liberté frisonne se développa dans le cadre de disputes répétées pour les droits de la noblesse locale.

## Contexte

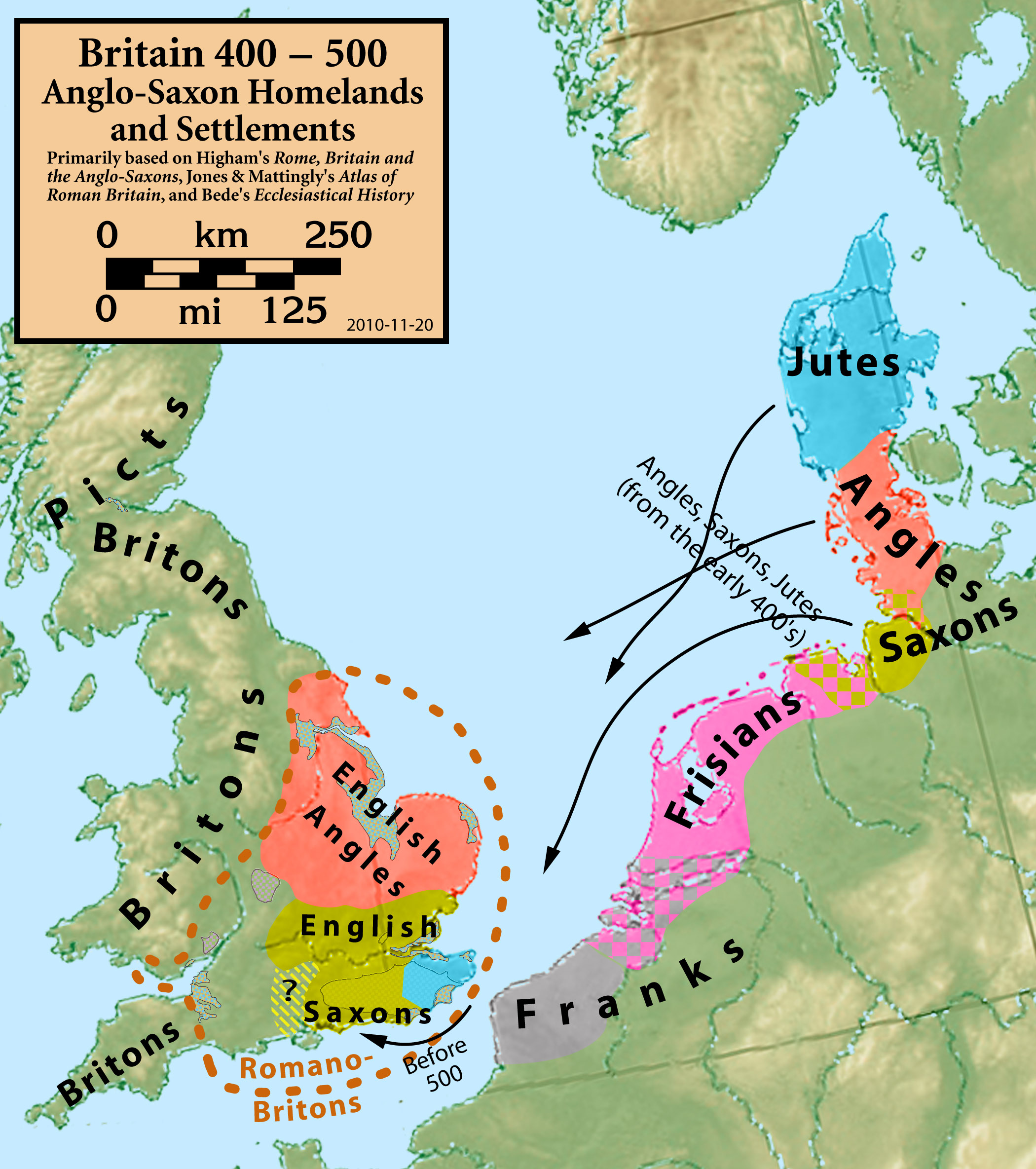
La Frise (en rose) et ses voisins vers 400-500 au moment des invasions germaniques. la Frise, elle-même dépeuplée par des inondations catastrophiques -le tracé du littoral est changeant-, est en grande partie repeuplée par des Angles, Jutes et Saxons au siècle suivant.

Le Royaume de Frise est conquis par les Francs au VIIIe siècle, et difficilement intégré à l'Empire carolingien (de même que les pays de peuplement saxon) et christianisé assez tardivement. 
Dans le cadre du partage de l'empire par les fils de Louis le Pieux en 843 (traité de Verdun), la Frise relève soit de la Francie médiane (puis de la Lotharingie), soit de la Francie orientale, et par la suite est intégrée au Saint-Empire après l'avènement d'Otton Ier (962). 
Sur le plan religieux, elle dépend soit de l'évêché d'Utrecht (créé en 696), soit de l'évêché de Hambourg (831), tous deux dépendant de l'archidiocèse de Cologne. 
Sur le plan politique, la Frise occidentale constitue un comté de l'Empire (Kennemerland, puis comté de Frise occidentale), puis, au XIe siècle apparaît le comté de Hollande juste au sud ; au-delà de l'actuel Zuiderzee apparaît le duché de Saxe correspondant aux territoires de la Westphalie, de la Basse-Saxe et du Schleswig-Holstein.
Après une période faste vers 800 interrompue par les invasions viking (voir Dorestad, ancienne ville frisonne et un des principaux ports de commerce de l'Empire carolingien), du XIe au début du XVe siècle, la Frise traverse une période de développement incomparable, presque entièrement hors des structures du système féodal.

## Histoire

### Origines

#### Légende et réalité sur les origines carolingiennes du statut
Cette Liberté aurait été octroyée à Magnus Forteman (en) par Charlemagne dans ses Karelsprivilege en récompense de la conquête de Rome. 

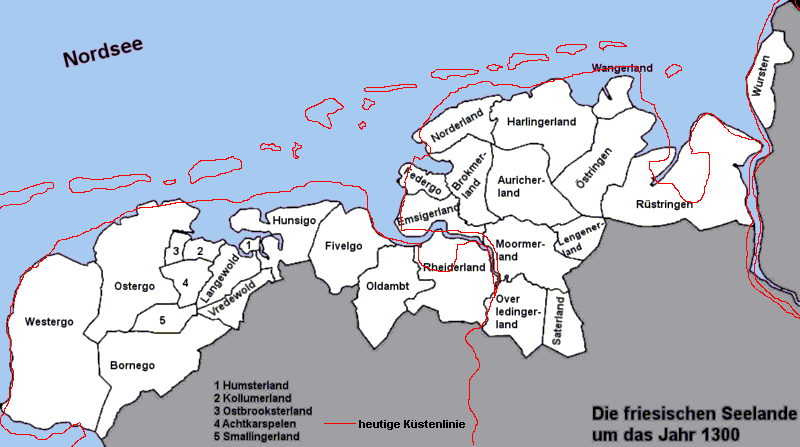
Les Pays de Frise

Diverses sources ont parlé des Karelsprivilege, encore appelés Magnuskerren. L’original en a été perdu bien que selon certaines, ils avaient été inscrits sur les murs d’une église qui pourrait avoir été située à Almenum (en), à Ferwoude ou à Oldeboorn. 
En 1319, plus de 500 ans après la mort de Charlemagne, une copie en fut inscrite au registre de Guillaume III de Hollande. Certains historiens considèrent ces « privilèges de Charlemagne » comme une invention postérieure et que toutes les copies retrouvées sont des faux. 
Cependant ces privilege ont probablement été inspirés par la Lex Frisionum (vers 790) dont il ne reste aucun original. 

#### Origine historique
En 993 le comte Arnould de Frise occidentale, qui règne depuis 988, est tué en combattant une révolte de ses sujets. 
Un autre comte, Henri le Gras, est tué en 1101, ce qui est considéré comme le début de la liberté frisonne. 

### Le statut des Frisons face aux autorités
La situation particulière des Frisons est reconnue par le comte de Hollande Guillaume II, aussi roi des Romains, le 3 novembre 1248, en reconnaissance de l'aide apportée par les Frisons lors du siège d’Aix-la-Chapelle. 
Puis l’empereur Louis IV abroge ces droits et place la Frise sous la seigneurie du comte de Hollande.
En 1417, le statut des Frisons est confirmé par l’empereur Sigismond.

### Implications du statut
Il n'y a pas d'impôt seigneurial et les taxes impériales ne sont pas payées.
L’absence de toute autorité châtelaine signifie qu’il n’existait pas d’administration centralisée. Les hommes se réunissaient en assemblées communales (thing, réservées aux hommes libres dans la tradition germanique), elles-mêmes regroupées en districts gouvernés de la même façon ; des juges ou jurés étaient élus pour un an. En vue de disposer d’un système légal organisé, les chefs locaux tentèrent de faire admettre et appliquer des règles à l’ensemble de la région de Frise. Des délégations juridiques et politiques des diverses contrées se réunissaient dans des assemblées à l’Upstalsboom (nl) d’Aurich. Plus tard ces réunions se tinrent encore à Groningue. 
En plus des arrangements de l’Upstalsboom, une tentative fut faite de recourir à l’ancienne loi telle qu’elle était inscrite dans les 17 Keuren et 24 Landrechten (les 17 Actes et 24 Droits médiévaux) de la Lex Frisionum, la Loi des Frisons de 785. Mais même lorsqu’un système uniforme légal avait une fois été adopté, l’absence de pouvoir central dans la région faisait qu’il était impossible de démêler les finesses de la loi et que son application était laissée à l’initiative des communautés locales.

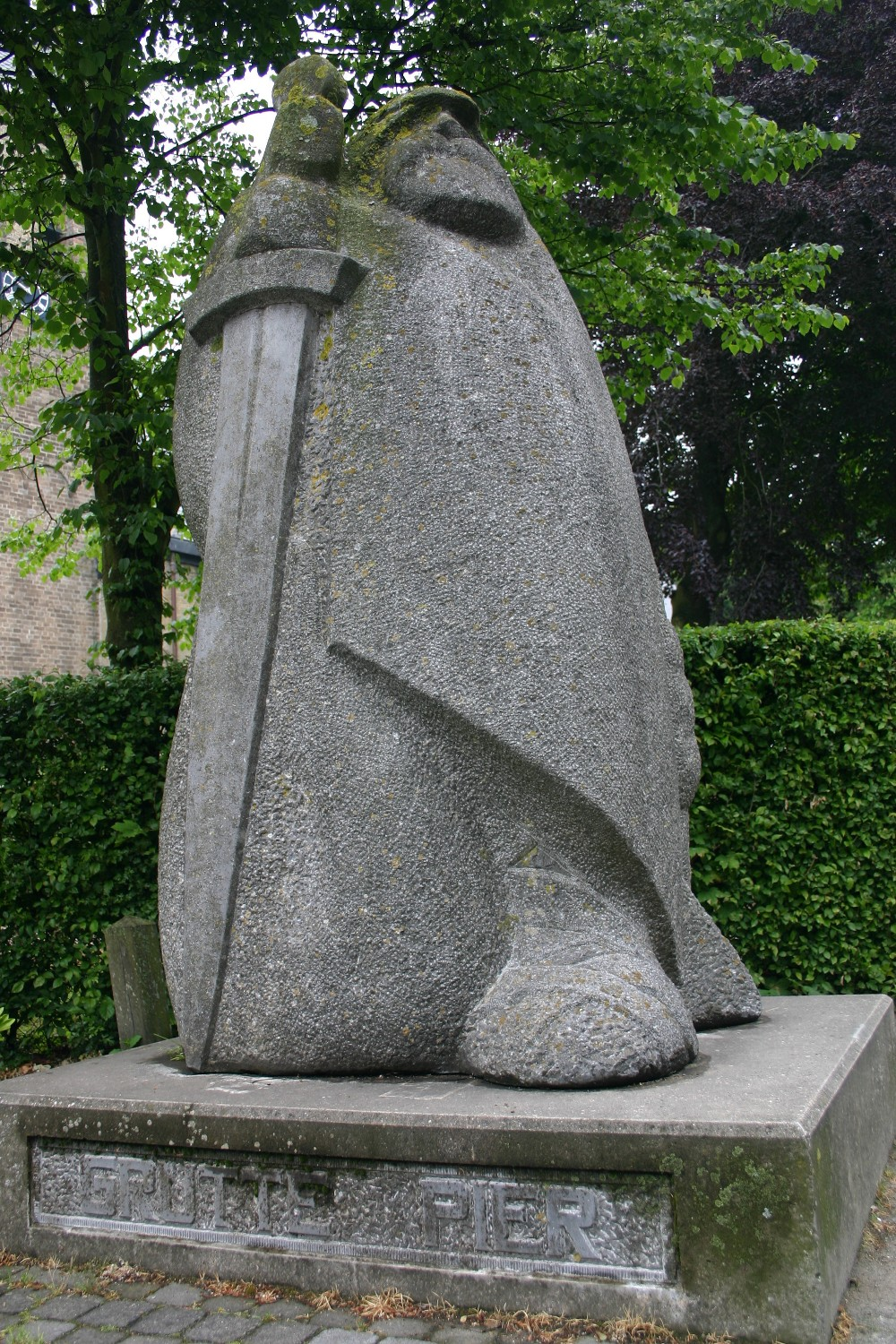
Statue de Pier Gerlofs Donia (Grutte Pier sur l'inscription, le grand Pierre). Héros populaire en Frise, farouche combattant pour la liberté. Sous sa férule la liberté frisonne reprit brièvement vie.

Il n’existait pas de chevalerie ni d’état de chevalerie représentatif à la diète (Etats impériaux) en Frise. Là, l’idée féodale de noblesse qui octroyait le droit de contrôle (Mund) sur la région était estimée incompatible avec « la liberté frisonne ». La région ignorait aussi les travaux forcés (corvées). Certains « nobles » avaient cependant toujours une influence primordiale dans la région par suite de leurs grandes propriétés terriennes. Le droit de vote en matière d’administration locale relevait de la propriété territoriale. Une personne possédant une parcelle unitaire de terre avait une voix. Cela signifie qu’une personne possédant de grandes surfaces pouvait exprimer plus de votes. Les électeurs utilisaient leur influence pour choisir un maire dans l’une des 30 municipalités représentant la totalité de Frise. Chacune disposait de 11 votes.

### La fin de la liberté frisonne
Les conflits régnant entre les Schieringer (en) et les Vetkoper (en) contribuèrent largement à la fin de la liberté frisonne. L’absence d’une autorité effective contribua également à l’éclosion des disputes.
Les argumentations incitaient les étrangers à interférer dans les querelles entre Frisons, parfois en se basant sur d’anciens droits. Simultanément, le non-respect des lois résultant de ces querelles déclencha le sentiment de besoin d’un souverain. À ce moment, le podestat Frison Juw Dekama (en), partisan Schieringer, fit appel à l’aide auprès d’Albert  III, Duc de Saxe.
Cette période est décrite par Petrus Thaborita (en).
La liberté frisonne disparut dans les autres contrées frisonnes en différentes périodes. En Frise occidentale, elle s'acheva plus tôt par la conquête des Comtes de Hollande.

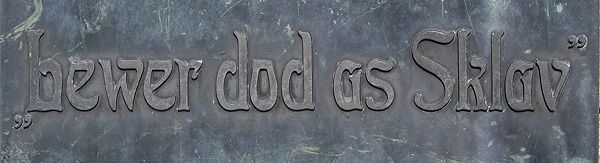
Inscription sur le monument du Frison de Hartwarden (érigé pour la commémoration de la bataille de la barrière de Hartwarden en 1514 qui marque la fin de l'indépendance de la République paysanne de Rustringe : « Plutôt mort qu'esclave ! » en bas-allemand.

Dans la région de Groningue, l’absence de pouvoir durant les XIVe et XVe siècles fut remplacé par la ville de Groningue. La cité conclut divers traités avec ses voisins en vue d’établir une commission avec pouvoir de gouverner et de siéger en appel. Par le pouvoir tenu de la ville, elle était en mesure aussi de remplir ces fonctions en tant que surveillante. La ville de son côté était connue pour être une solide cité frisonne, championne de la liberté frisonne.
Mais ayant vu la puissance d’Albert de Saxe en Frise, la ville fut contrainte de chercher de l’aide auprès d’un noble étranger. Après une courte période durant laquelle Charles Duc de Gueldre fut finalement reconnu comme seigneur, c’est Charles Quint qui annexa la ville et sa région et l’intégra à son empire, en faisant appel aux vieux droits de l’évêque d’Utrecht.
En Frise orientale, la liberté frisonne prit fin vers le milieu du XVe siècle avec la montée en puissance de la Maison de Cirksena.